# Les Leçons de Josh
Les Leçons de Josh ou Le Sexe selon Josh (Naked Josh) est une série télévisée canadienne en 26 épisodes de 26 minutes, créée par Alex Epstein et Laura Kosterski, et diffusée entre le 15 juin 2004 et le 18 juillet 2006 sur Showcase.
Au Québec, la première saison a été diffusée à partir du 27 novembre 2004 à la Télévision de Radio-Canada et les deux saisons suivantes à partir du 1er mai 2007 sur Séries+. En France, la série a été diffusée à partir du 9 octobre 2005 sur Fox Life. Elle reste inédite dans les autres pays francophones.

## Synopsis
Josh Gould, un professeur d'université à Montréal qui, bien qu'il enseigne un cours d'anthropologie sexuelle, du mal à comprendre les règles en constante évolution et les attentes des rendez-vous.

## Distribution

### Acteurs principaux
- David Julian Hirsh (VQ : Sébastien Delorme) : Josh Gould
- Sarah Smyth (en) (VQ : Kim Jalabert) : Natalie Bouchard
- Patricia McKenzie (en) (VQ : Pascale Montreuil) : Jennifer Chopra
- Andrew Tarbet (pl) (VQ : Antoine Durand) : Eric Kosciusko

### Acteurs secondaires
- James A. Woods (en) (VQ : Hugolin Chevrette) : Steve
- Susan Glover (VQ : Christine Séguin) : Sarah
- Ruth Chiang (VQ : Geneviève Cocke) : Claudia
- Lucinda Davis (en) (VQ : Camille Cyr-Desmarais) : Angela
- Claudia Ferri (VQ : elle-même) : Dr Audrey Habedian
- Gianpaolo Venuta (en) (VQ : Nicolas Charbonneaux-Collombet) : Nick
- Frank Schorpion (VQ : Luis de Cespedes) : Fergusson
- Michael Sinelnikoff (en) (VQ : Yves Massicotte) : Professeur Boronofsky
- Marie-Josée Colburn (it) (VQ : Aline Pinsonneault) : Samantha Trevino

 Source et légende : version québécoise (VQ) sur Doublage.qc.ca

## Épisodes

### Première saison (2004)
1. Le Contrat sexuel (The Sexual Contract)
2. Mariage arrangé (Game, Setup, Match)
3. Flirte-t-elle ou pas ? (Flirting with Disaster)
4. Les Bienfaits de la chasteté (Celibacy)
5. Dominé dominant (Domme & Dommer)
6. Sexe et brunch avec les ex (Do Not Resuscitate)
7. Arroseur arrosé (The More, The Merrier)
8. Du plaisir pour toute la famille (Fun for the Whole Family)

### Deuxième saison (2005)
1. Mise à nu (Baring It All)
2. Demoiselle en détresse (Damsel)
3. Artiste et professeur (The Artist and the Professor)
4. Amour et longue distance (The Loneliness Long Distance)
5. Chasser ou être chassé? (The Thrill of the Chase)
6. Derrière les apparences (Fake it Till You Make It)
7. Transgresser l'interdit (Making it Work)
8. Il ne faut jamais être trop pressé (What's the Rush?)

### Troisième saison (2006)
1. L'Infidélité (Man on the Ledge)
2. Amour ou amitié (Who's Your Daddy?)
3. Relations au masculin (Just Say Mo)
4. Apparences trompeuses (Looking Good)
5. Le Prix à payer (Name Your Price)
6. Le Duel (Pistols at Dawn)
7. Titre français inconnu (Virgin Terrority)
8. Titre français inconnu (Planned Parenthood)
9. Titre français inconnu (Footprints)
10. Titre français inconnu (Beating the Rap)